# Nathaniel Freeman junior
Nathaniel Freeman Jr. (* 1. Mai 1766 in Sandwich, Barnstable County, Province of Massachusetts Bay; † 22. August 1800 ebenda) war ein US-amerikanischer Politiker. Zwischen 1795 und 1799 vertrat er den Bundesstaat Massachusetts im US-Repräsentantenhaus.

## Werdegang
Nathaniel Freeman besuchte die öffentlichen Schulen seiner Heimat und studierte danach bis 1787 an der Harvard University. Nach einem anschließenden Jurastudium und seiner 1791 erfolgten Zulassung als Rechtsanwalt begann er in Sandwich und Cape Cod in diesem Beruf zu arbeiten. Freeman war 16 Jahre lang Mitglied der Miliz von Massachusetts und stieg dabei bis zum Major auf. Im Jahr 1793 war er Friedensrichter in seiner Heimat. Politisch war er zunächst Mitglied der Föderalisten. Später wechselte er zur Demokratisch-Republikanischen Partei.
Bei den Kongresswahlen des Jahres 1794 wurde Freeman im fünften Wahlbezirk von Massachusetts in das damals noch in Philadelphia tagende US-Repräsentantenhaus gewählt, wo er am 4. März 1795 die Nachfolge von Dwight Foster antrat. Nach einer Wiederwahl konnte er bis zum 3. März 1799 zwei Legislaturperioden im Kongress absolvieren. Nathaniel Freeman starb am 22. August 1800 in seinem Geburtsort Sandwich. Er war der Neffe des Kongressabgeordneten Jonathan Freeman (1745–1808) aus New Hampshire.